# Языковое манипулирование
Языковое манипулирование (также языковая манипуляция, речевое манипулирование, словесное манипулирование) — вид речевого воздействия, целью которого является неявное внесение в психику адресата чуждых ценностей, желаний и целей с использованием психолингвистических механизмов, приводящих к некритическому восприятию адресатом речевого сообщения.

## Использование
Языковое манипулирование встречается во всех видах дискурса, связанных с «агитацией» в широком смысле слова:
- в политике (в том числе в дебатах и предвыборных кампаниях);
- в рекламе;
- в публикациях СМИ;
- в отношениях между людьми.

Использование манипулирования по своей природе является неэтичным.

## Технологии
К методам языкового манипулирования относятся:
- замаскированное выражение смысла, в том числе с использованием импликатур;
- предвзятые категорические формулировки;
- однобокая интерпретация фактов;
- искажение пресуппозиции слов и утверждений;
- широкое использование оценочной лексики.

В качестве средства манипуляции указывается также речевая агрессия, однако, по словам Рацибуской и Петровой, это «негодное» средство, так как его применение нарушает скрытность позиции манипулятора.
Примеры использования манипулирования в газетных статьях:
- Говорухин не захотел заметить, что коммунизм, фашизм, национал-патриотизм — это одно и то же (Известия, 1993 год). Здесь разнородные явления поставлены в ряд и сделан намёк, что их идентичность очевидна.
- Рынок труда — под контролем (заголовок статьи о безработице, уволенные в статье называются «высвобождающимися работниками»). Журналист использует эвфемизмы, чтобы скрыть проблематичность увольнений работников.